# Idioctis talofa
Idioctis talofa is een spinnensoort uit de familie Barychelidae. De soort komt voor in Samoa.